# Chitose-gawa
La rivière Chitose (千歳川, Chitose-gawa) est un cours d'eau situé dans l'île de Hokkaidō au Japon. Elle appartient au bassin versant du fleuve Ishikari.

## Géographie
La rivière Chitose, longue de 108 km, prend sa source à 248 m d'altitude au niveau du lac Shikotsu. Elle suit d'abord un cours orienté vers l'est puis vers le nord à partir du centre-ville de Chitose. Elle rejoint le fleuve Ishikari au niveau de la ville d'Ebetsu.